# R-239 (大型ミサイル艇)
R-239(ロシア語:Р-239エール・ソーラク・シェースチ)は、ソ連・ロシア連邦の大型ミサイル艇(Большой ракетный катер)である。

## 概要
R-239は、1241.1M号計画「モールニヤ」型大型ミサイル艇の1 隻としてスレドネ＝ネーフスキイ造船工場で建造された。1987年10月5日に起工、1988年12月30日に進水、1989年9月21日には竣工し、ソ連海軍黒海艦隊の第41ミサイル艇旅団第295スリンスク赤旗受賞ミサイル艇旅団に配備された。
1991年末にソ連が崩壊すると、R-239はロシア海軍に編入された。2004年に中期修理が予定された際には主機の換装に加え、従来の近接防御システムAK-630Mを新型の防空モジュール「パラーシ」("Палаш":刀あるいはロシアの重騎兵が用いた幅広の剣のこと)に交換することが検討された。しかし、結局はR-239にこの最新兵器は搭載されず、代わりにR-60に装備された。R-239は従来の装備のまま現役に就いている。